# The New Batman Adventures
The New Batman Adventures is een Amerikaanse animatieserie gebaseerd op de Batman-strips van DC Comics. De serie is een direct vervolg op de serie Batman: The Animated Series. De serie staat ook bekend als Batman: Gotham Knights.

## Inhoud
De serie speelt zich korte tijd na “Batman: The Animated Series” af, en bevat voor het grootste deel dezelfde personages als die serie. Barbara Gordon/Batgirl, is inmiddels officieel lid geworden van Batman’s team. Dick Grayson, voorheen bekend als Batman’s helper Robin, is echter voor zichzelf gaan werken als Nightwing. Daarom rekruteert Batman al vroeg in de serie de jonge Tim Drake als de nieuwe Robin.
De serie bevat gastoptredens van Supergirl, Etrigan en The Creeper.

## Animatiestijl
The New Batman Adventures werd geproduceerd voor The WB. De productie begon ongeveer drie jaar nadat de vorige serie was gestopt. De animatiestijl van deze serie is dan ook significant anders dan die van Batman: The Animated Series, vooral vanwege budgetproblemen en om de tekenstijl meer aan te laten sluiten bij die van Superman: The Animated Series.
De show focust zich ook minder op Batman en meer op de andere personages. Veel van Batmans bekende vijanden zagen er in deze serie iets anders uit dan in de vorige.

## Connecties met andere series
Net als zijn voorganger behoort “The New Batman Adventures” tot het DC Animated Universe. De serie is een voorloper van onder andere Justice League, Justice League Unlimited en Batman of the Future.
Er zijn aanwijzingen dat de animatieserie Teen Titans zich afspeelt in de jaren tussen Batman: The Animated Series en deze serie, aangezien in een aflevering van de serie Static Shock, Static aan Batman vraagt waar Robin is, waarop die antwoordt “hij is bij de Titans”.

## The Batman Adventures: Lost Years
Kort na de uitkomst van The New Batman Adventures verschenen er vijf boeken geschreven door Hilary Bader, Bo Hampton, Terry Beatty, Lee Loughridge, en Tim Harkins, die het gat tussen B:TAS en The New Batman Adventures opvullen:

## Rolverdeling

### Hoofdrollen
| Actor               | Role                       |
| ------------------- | -------------------------- |
| Kevin Conroy        | Bruce Wayne / Batman       |
| Mathew Valencia     | Tim Drake / Robin          |
| Tara Charendoff     | Barbara Gordon / Batgirl   |
| Loren Lester        | Dick Grayson / Nightwing   |
| Efrem Zimbalist jr. | Alfred Pennyworth          |
| Bob Hastings        | Commissioner Gordon        |
| Robert Costanzo     | Detective Harvey Bullock   |
| Lloyd Bochner       | Burgemeester Hamilton Hill |

### Bijrollen
- Jeff Bennett - Jack Ryder / The Creeper
- Billy Zane - Jason Blood / Etrigan
- Nicholle Tom - Supergirl
- Mel Winkler - Lucius Fox
- Liane Schirmer - Renee Montoya

### Schurken
- Ron Perlman - Matt Hagen / Clayface
- Arleen Sorkin - Harleen Quinzel / Harley Quinn
- Mark Hamill - The Joker
- Michael Ansara - Victor Fries / Mr. Freeze
- Paul Williams - Oswald Cobblepot / The Penguin
- Diane Pershing - Dr. Pamela Isley / Poison Ivy
- John Glover - Edward Nygma / The Riddler
- Jeffery Combs - The Scarecrow
- Richard Moll - Harvey Dent / Two-Face
- George Dzundza - Arnold Wesker / The Ventriloquist / Scarface
- Adrienne Barbeau - Selina Kyle / Catwoman
- Roddy McDowall - Dr. Jervis Tetch / The Mad Hatter
- Henry Silva - Bane
- Brooks Gardner - Killer Croc
- Mark Rolston - Firefly
- Laraine Newman - Baby Doll
- Charity James - Roxy Rocket
- Sela Ward - Calendar Girl
- Stephen Wolfe Smith - Klarion the Witch Boy
- Lori Petty - Livewire